# Propavšaja ėkspedicija
Propavšaja ėkspedicija (Пропавшая экспедиция) è un film del 1975 diretto da Veniamin Davydovič Dorman.

## Trama
Il film è ambientato nel 1918. La spedizione, composta da due persone impegnate nella ricerca di giacimenti d'oro, va in Siberia. Presto i residenti locali si uniscono a loro. Alcuni vogliono davvero aiutarli, altri perseguono obiettivi egoistici.